# Lothar Wendler
Lothar Wendler (* 12. April 1927 in Wildbach; † 13. Februar 2016 in Aue (Sachsen)) war ein deutscher Kommunalpolitiker (SED) und Heimatforscher.

## Leben
Lothar Wendler war der Sohn von Alfred Erich Wendler (1903–1942) und der Marie Wally geb. Jähn (1908–1980). Wendler war von November 1958 bis April 1972 Bürgermeister der Bergstadt Schneeberg im Erzgebirge. Als solcher zählt er zu den Initiatoren des Schneeberger Lichtlfestes und hielt 1971 die Festansprache zur 500-Jahr-Feier von Schneeberg.
Als Rentner beschäftigte er sich verstärkt mit der Regional- und Heimatgeschichte und legte mehrere Publikationen zu diesem Themenkomplex vor.

## Werke (Auswahl)
- Als der Stadtrat von Aue Papiernotgeld herausgeben mußte, Aue 1988
- Als im Erzgebirge die Münzprägehämmer klangen. Ein Beitrag zur Geschichte Sachsens sowie der Bedeutung des Silberbergbaues im Erzgebirge für die Mark Meißen und seine Widerspiegelung in der Arbeit der Bergmünzstätten des 15. und 16. Jh. in Freiberg, Zwickau, Schneeberg, Frohnau, Annaberg und Buchholz, Aue 2003
- Burgen im Westerzgebirge – an Mulde, Schwarzwasser und Zschopau. Aus der Reihe Unsere Heimat. Rockstrohs illustrierte Blätter zur Geschichte des Westerzgebirges, Druckerei & Verlag Mike Rokstroh, Aue 2004
- Not, Notgeld, Niemandsland. Der Landkreis Schwarzenberg im Frühjahr 1945, Aue 2005